# Michaił Porieczenkow

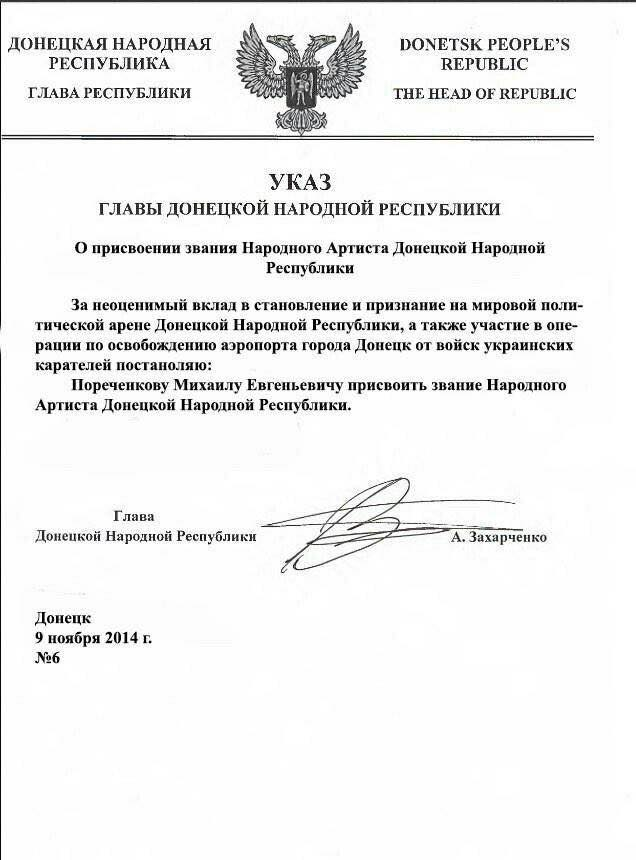
Dokument potwierdzający nadanie tytułu Zasłużonego Artysty DRL za udział w strzelaninie z żołnierzami ukraińskimi

Michaił Jewgienjewicz Porieczenkow, ros. Михаил Евгеньевич Пореченков (ur. 2 marca 1969 w Leningradzie) – rosyjski aktor teatralny i filmowy, prezenter telewizyjny, również producent. Zasłużony Artysta Federacji Rosyjskiej.

## Życiorys
Szkołę średnią ukończył w Polsce (szkoła z internatem dla cudzoziemców – w Warszawie), następnie uczył się w tallińskiej wyższej szkole wojskowo-politycznej wojsk budowlanych (Таллинское высшее военно-политическое строительное училище), z której został relegowany tuż przed promocją. W 1996 ukończył leningradzką szkołę teatralną, pracował w teatrze w Moskwie.
Na ekranie debiutował w 1994 roku w komedii Koleso lubwi (Колесо любви).
Popularność zdobył rolą agenta w serialu telewizyjnym Agent bezpieczeństwa narodowego (Агент национальной безопасности) oraz rolą chorążego w filmie 9 kompania (9 рота).
Żonaty, ma dwóch synów i córkę.

## Kontrowersje
W październiku 2014 roku odwiedził Donieck, gdzie razem z bojownikami Donieckiej Republiki Ludowej (DRL) strzelał z karabinu maszynowego do ukraińskich żołnierzy w rejonie lotniska donieckiego. Podający się za premiera DRL, Aleksandr Zacharczenko, wydał z tej okazji dokument nagradzający Porieczenkowa. Po całym incydencie ukraiński minister spraw wewnętrznych Arsen Awakow zapowiedział dochodzenie karne przeciwko Porieczenkowi wraz z zakazem wjazdu na terytorium Ukrainy. Porieczenkow twierdzi, iż była to jedynie inscenizacja.

## Filmografia
- 1994: Koleso lubwi (Колесо любви)
- 2001: Osobliwości narodowego polowania w zimie
- 2005: 9 kompania jako chorąży Dygało
- 2007: Rok 1612 jako książę Pożarski
- 2008: Dzień D jako Iwan, emerytowany komandos